# Eupithecia exudata
Eupithecia exudata är en fjärilsart som beskrevs av Richard F. Pearsall 1909. Eupithecia exudata ingår i släktet Eupithecia och familjen mätare. Inga underarter finns listade i Catalogue of Life.